# Alexanderburg
Die Alexanderburg ist eine ehemalige Jagdeinrichtung und ein Kulturdenkmal im Oberwald bei Darmstadt-Kranichstein.

## Geschichte und Beschreibung
Die Alexanderburg steht mitten im Wald südlich der Kernschneise und ist das letzte noch erhaltene „Saufanghäuschen“ in Darmstadt. Das klassizistische Bauwerk stammt aus der ersten Hälfte des 19. Jahrhunderts. Die Alexanderburg erhebt sich über einem Grundriss in Form eines unregelmäßigen Sechsecks, ist verputzt und besitzt ein biberschwanzgedecktes Dach.

## Varia
In der damaligen Zeit vermehrten sich die Wildschweine stark und sollten abgeschossen werden. Unter der Regentschaft von Landgraf Ludwig VIII. wurden mehrere „Saufanghäuschen“ mit dazugehörigen Garten (Gehege) erbaut. Die Wildschweine wurden in den Garten gelockt und vom sicheren „Saufanghäuschen“ aus geschossen.
Benannt wurde die Alexanderburg nach dem russischen Zaren Alexander II., der hier am 1. Juli 1840 jagte.

## Denkmalschutz
Die klassizistische Alexanderburg ist aus architektonischen, baukünstlerischen, jagdgeschichtlichen und stadtgeschichtlichen Gründen ein Kulturdenkmal.